# Metro v Nižním Novgorodě

Síť nižněnovgorodského metra

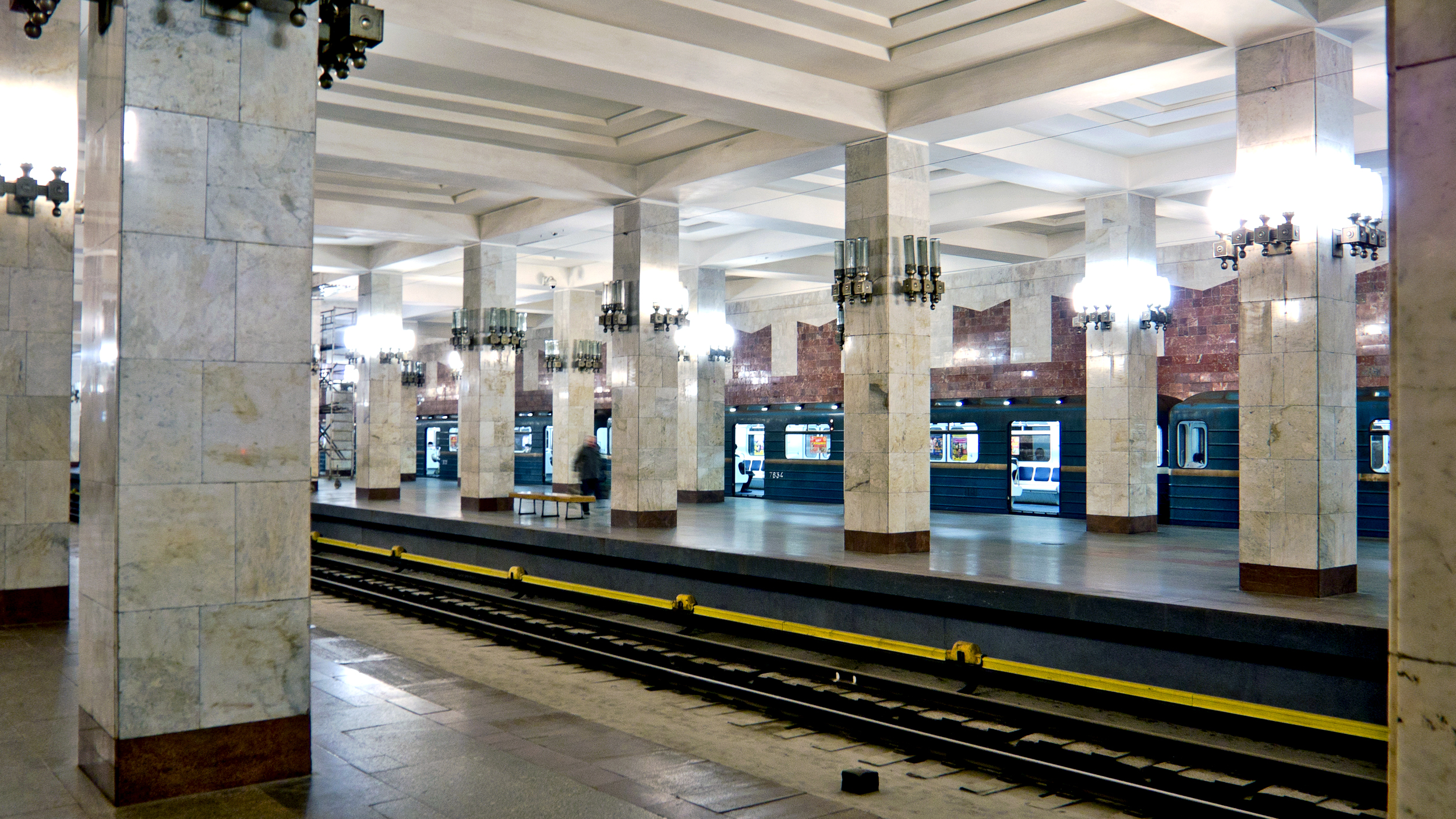
stanice Moskovskaja

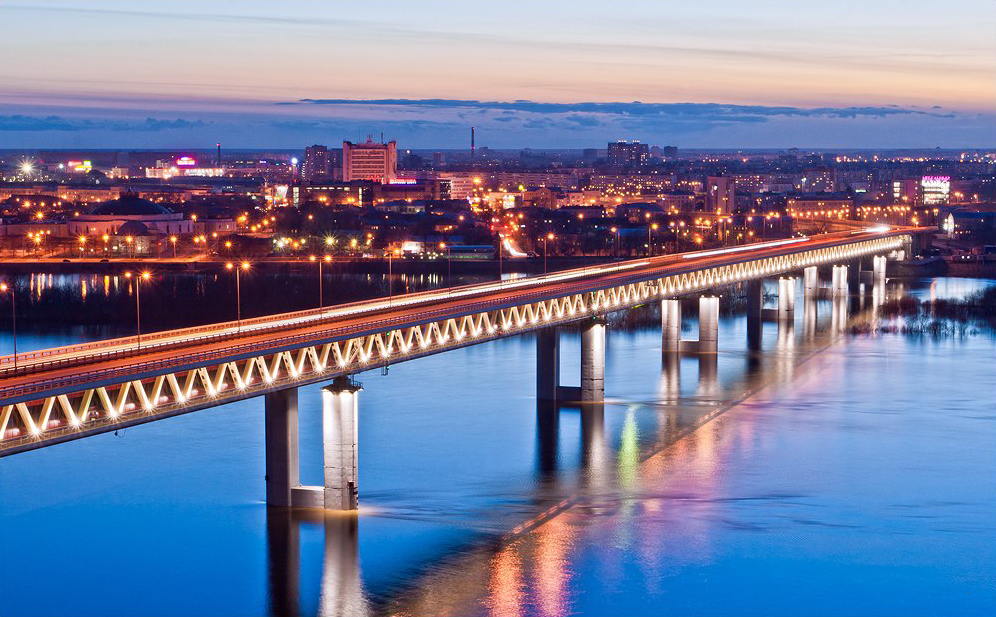
Metromost

Metro v Nižním Novgorodě je síť dvou linek podzemní dráhy, vedoucí pod čtvrtým největším městem Ruska, Nižným Novgorodem. Na síti o délce 21,6 km s celkem patnácti stanicemi se denně přepraví okolo 150 tisíc lidí.

## Historie
Město, s tehdejším názvem Gorkij, mělo v 70. letech 20. století již kolem milionu obyvatel. To samozřejmě kladlo i příliš velké nároky na dopravní síť, a tak se zástupci města rozhodli situaci řešit. Mezi rychlodrážní tramvají a podzemní dráhou nakonec metro zvítězilo, stavět se začalo roku 1976.
Výstavba prvního úseku linky Avtozavodskaja trvala 8 let; ten samotný měřil 7,8 km a měl šest stanic (koncové byly Moskovskaja v centru města a Proletarskaja v jeho jižní části, nedaleko od ní vzniklo i depo). Slavnostní otevření se konalo 20. listopadu 1985, byl to již desátý systém podzemní dráhy zprovozněný v tehdejším SSSR. Přesto však otevření neproběhlo hladce; původně bylo načasováno na výročí Říjnové revoluce, vzhledem ke komplikacím se však celá akce o dva týdny opozdila.
První linka byla dvakrát prodloužena, poprvé roku 1987 do stanice Komsomolskaja a podruhé v roce 1989 do Parku Kultury. Vzhledem k pádu SSSR na počátku 90. let minulého století se město, stejně jako ostatní v bývalém sovětském impériu, dostalo do velmi problematické ekonomické situace; termíny otevírání dalších úseků metra se tak neustále zpožďovaly. Ke konci roku 1993 dopravní podnik úspěšně otevřel ještě první tři stanice dlouhý úsek zcela nové linky metra Sormovsko-Meščerskaja, která se s první Avtozavodskou ve stanici Moskovskaja kříží. Roku 2002 k Sormovsko-Meščerské lince ještě přibyla stanice Burevěstnik.
Do budoucna existují plány na rozšíření sítě až na 60 km; obě linky se mají prodloužit a na druhé straně řeky Oka má vzniknout linka třetí. Po výstavbě metromostu v letech 2002 až 2012 byla linka č. 1 prodloužena na druhou stranu řeky Oky.
V souvislosti s pořádáním Mistrovství světa ve fotbale 2018 a výstavbou nového stadionu Nižnij Novgorod byla linka č. 2 v roce 2018 prodloužena ke stanici Strelka nedaleko stadionu.

### Chronologie otevírání jednotlivých úseků
- 20. listopadu 1985: Moskovskaja – Proletarskaja
- 8. srpna 1987: Proletarskaja – Komsomolskaja
- 15. listopadu 1989: Komsomolskaja – Park Kultury
- 20. prosince 1993: Moskovskaja – Burnakovskaja
- 9. září 2002: Burnakovskaja – Burevěstnik
- 4. listopadu 2012: Moskovskaja – Gorkovskaja
- 12. června 2018: Moskovskaja – Strelka[1]

## Linky
| # | Název                                             | Rok otevření | Počet stanic | Stanice |
| - | ------------------------------------------------- | ------------ | ------------ | --- |
|   | Avtozavodskaja (rusky Автозаводская)              | 1985         | 11           | Park Kultury – Kirovskaja – Komsomolskaja – Avtozavodskaja – Proletarskaja – Dvigatěl Revoljuciji – Zarečnaja – Leninskaja – Čkalovskaja – Moskovskaja 2 – Gorkovskaja |
|   | Sormovsko-Meščerskaja (rusky Сормовско-Мещерская) | 1993         | 5            | Burevěstnik – Burnakovskaja – Kanavinskaja – Moskovskaja 1 – Jarmarka (nedokončená) – Strelka                                                                          |
|   | Celkem:                                           |              | 15           | |

## Vozový park
Vozový park metra v Nižním Novgorodě tvoří vlaky série 81-717/714, produkované Mytiščinským závodem u Moskvy a Jegorovovým závodem v Petrohradu. Jsou provozované ve čtyřvozových a pětivozových soupravách. Napájení je zajištěno třetí přívodní kolejnicí s napětím 825 V.